# Isidor Gunsberg

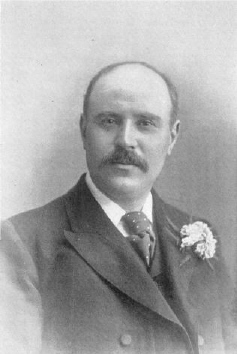
Isidor Gunsberg.

Isidor Arthur Gunsberg (Budapest, 2 de noviembre de 1854 - Londres, 2 de mayo de 1930) fue un ajedrecista húngaro nacionalizado británico.

## Biografía
Isidor Gunsberg fue un destacadísimo jugador de ajedrez, pese a su corta carrera, en la que llegó a jugar contra Steinitz en el Campeonato Mundial de Ajedrez 1890-91. Destacó, además, en la edición de libros y la organización de torneos.
Residió casi toda su vida en Londres. Se afirma que en su juventud fue uno de los que actuaron dentro del supuesto autómata Mephisto, que sabía «jugar» al ajedrez. Fue campeón de Inglaterra en 1885 y ganó el torneo de Hamburgo de 1895, por delante de Siegbert Tarrasch y Joseph Henry Blackburne.
Tras perder el encuentro contra Steinitz, abandonó el ajedrez competitivo y se dedicó a otras actividades.